# Marilyn vos Savant
Marilyn vos Savant (pronunciación en inglés: /mæɹɪlɪn vɑs sə'vɑnt/; San Luis, Misuri, 11 de agosto de 1946) es una columnista, escritora, conferenciante, matemática, literata y novelista estadounidense que pasó a ser una celebridad mundial tras ser catalogada en el Libro Guinness de los Récords como la persona con el cociente intelectual más alto del mundo. 
Desde 1986 escribe Pregunta a Marilyn (Ask Marilyn), una columna dominical en la revista Parade donde responde a preguntas de los lectores acerca de varios temas.
En 1990 Savant publicó en su columna la solución del problema de Monty Hall propuesta y resuelta en 1975 por el estadístico Steve Selvin, un problema que pertenece a la teoría de la probabilidad. Aunque la gran mayoría de los lectores que escribieron a Savant concluyeran que su razonamiento era falso, al fin se demostró que la solución original de Selvin era correcta.

## Biografía

### Familia y juventud
Descendiente de Ernst Mach (1838-1916), filósofo y físico austríaco, Savant nació en San Luis, Misuri. Su nombre de nacimiento era Marilyn Mach. Tiene dos hermanos mayores, Joseph Anton y Robert John. Hija menor de Marina vos Savant, una inmigrante italiana, y Joseph Mach, un inmigrante alemán de una familia de mineros, Marilyn vos Savant se opuso a la tradición de llevar el apellido paterno, prefiriendo usar el apellido de soltera de su madre. Joseph y Marina Mach poseían un restaurante en un barrio obrero de San Luis y pasaron a abrir una cadena de tintorerías. Antes de casarse, los abuelos de Marilyn vos Savant se llamaban Giuseppe vos Savant y Maria Savant.
En el transcurso de su escolaridad Marilyn vos Savant fue sometida a varios exámenes de inteligencia y alcanzó la puntuación máxima en todos ellos. Mientras que su familia y sus profesores reaccionaron a esos resultados con gran asombro, en 2009 Savant manifestó a la revista Financial Times que ella no se sorprendió por esas puntuaciones.
Durante una entrevista que concedió a la revista colombiana Semana en 2009, Marilyn vos Savant reveló que su niñez no había sido fácil y que había odiado la escuela. Añadió que cuando era niña, por causa de su género siempre era tratada con desdén. Sus profesores consideraban que su inteligencia era un instrumento inútil. Una vez un profesor la excluyó de sus clases de ciencias naturales porque ella era la única alumna femenina en su clase. Cuando Savant obtuvo su diploma escolar, ocupó el puesto 178 en una clase de 613 bachilleres.
Cursó estudios de filosofía en la Universidad Washington en San Luis, pero sus padres la hicieron abandonar sus cursos al cabo de dos años. Savant siguió una carrera de inversionista y pasó a trabajar para la cadena de tintorerías de la familia Mach. Tras convertirse en una mujer financieramente independiente, Savant emprendió carrera como escritora y publicó varios cuentos, ensayos y artículos periodísticos bajo seudónimo.

### Vida personal
Como su madre y su abuela materna, Savant contrajo su primer matrimonio a la edad de 16 años, pero se divorció al cabo de una década. Ella y su primer marido tuvieron dos hijos: Mary Catherine Blinder y Dennis E. Younglove, ambos médicos. El segundo matrimonio de Marilyn vos Savant también duró diez años.
El 23 de agosto de 1987, Savant se casó con Robert Jarvik, pionero del corazón artificial. El Jarvik-7, un corazón artificial que Jarvik había desarrollado en 1982, había sido utilizado como primer implante cardíaco. Desde los años 1980 Marilyn vos Savant vive en Manhattan con su esposo, sus hijos, su yerno y sus nietos.

### Profesiones
Savant es la directora principal de finanzas de Jarvik Heart, y ayuda a su marido en la investigación y prevención de enfermedades cardiovasculares. También trabaja como conferenciante para varias empresas y universidades. Es miembro del Comité para la Investigación Escéptica y trabajó en el Directorio del Consejo Nacional de Educación de Economía, en el Consejo de la Asociación Nacional para Niños Superdotados y en el Museo Nacional de Historia de las Mujeres, recibiendo por esto último el premio "Mujeres que hacen Historia" (Women Making History) en 1998 «por su contribución a cambiar los estereotipos sobre la mujer». Fue nombrada por Toastmasters International como uno de los Cinco Oradores más Sobresalientes de 1999, y recibió en 2003 un doctorado honoris causa en letras del Colegio de Nueva Jersey.
Forma parte de distintas sociedades de alto CI, como Mensa, Prometheus y la International Society for Philosophical Enquiry. Al mediar los años 1980 perteneció a y trabajó como secretaria de la sociedad Mega, cuyos miembros tienen que presentar un CI de 176 o más.
La inclusión de Savant en 1986 en el Libro Guinness de los Récords atrajo una gran atención sobre ella por parte de los medios. Entre las publicaciones estaba Parade, que sacó un artículo en el que se incluía una selección de preguntas y sus respuestas, cuya popularidad dio lugar a la columna de preguntas y respuestas, Pregunta a Marilyn. En esta sección ella resuelve problemas matemáticos y lógicos, y contesta preguntas sobre una gran variedad de temas, incluyendo filosofía, física, política, educación, naturaleza del hombre, así como también cuestiones más cotidianas como consejos personales. 
También existe una versión electrónica de la columna; esta versión contiene algunos elementos que no son incluidos en la versión impresa: discusiones sobre las respuestas que ha publicado Savant y que se han revelado incorrectas o controvertidas, explicaciones sobre algunas respuestas demasiado cortas, repeticiones de algunas columnas anteriores y resolución de algunas preguntas adicionales. 
Su columna ha proporcionado la base de tres de sus libros, es decir Ask Marilyn: Answers to America’s Most Frequently Asked Questions (1992), More Marilyn: Some Like It Bright (1994) y Of Course I’m for Monogamy: I’m Also for Everlasting Peace and an End to Taxes (1996).

## El problema de Monty Hall
El 9 de septiembre de 1990, Savant publicó en su columna un problema planteado y resuelto en 1975 por el estadístico estadounidense Steve Selvin, con la siguiente pregunta: «Imagínese que está participando en un concurso televisivo y que tiene que escoger entre tres puertas.
Una puerta oculta un coche mientras que las otras encierran un par de cabras. Usted selecciona la puerta con el número 1 y el presentador, que sabe lo que está escondido detrás de cada una de las puertas, abre la tercera puerta, dejando ver una cabra. Ahora le pregunta a usted si es mejor quedarse con la primera puerta o si usted prefiere seleccionar la segunda puerta. ¿Es mejor cambiar de puerta?»  (Craig F. Whitaker, Columbia, Maryland)
Savant respondió que era mejor seleccionar la segunda puerta, aumentando las probabilidades de ganar el coche de 1/3 a 2/3. A raíz de ello, recibió unas diez mil cartas; la mayoría de los remitentes creía que las probabilidades de ganar el coche –1/2– eran las mismas para las dos puertas. 
El problema de Monty Hall de 1975 fue analizado por empleados de la CIA, del MIT, del Laboratorio Nacional de Los Álamos y en más de mil escuelas americanas.
A pesar de esas reacciones mayoritariamente negativas, Marilyn vos Savant se negó firmemente a desdecirse. En su segunda columna sobre el problema de Monty Hall (publicada el 2 de diciembre de 1990) escribió: «Un método para esclarecer el incremento de las probabilidades que resulta de un cambio de puertas consiste en una enumeración de todos los resultados posibles del juego. Durante las primeras tres rondas usted escoge la primera puerta y cambia cada vez; durante las siguientes tres rondas usted selecciona la primera puerta pero no cambiará, y cada vez el presentador abre una puerta con una cabra. Aquí están los resultados:»
|         | Puerta 1 | Puerta 2 | Puerta 3 | Resultado              |
| ------- | -------- | -------- | -------- | ---------------------- |
| Ronda 1 | Coche    | Cabra    | Cabra    | Usted cambia y pierde. |
| Ronda 2 | Cabra    | Coche    | Cabra    | Cambia y gana.         |
| Ronda 3 | Cabra    | Cabra    | Coche    | Cambia y gana.         |
| Ronda 4 | Coche    | Cabra    | Cabra    | No cambia y gana.      |
| Ronda 5 | Cabra    | Coche    | Cabra    | No cambia y pierde.    |
| Ronda 6 | Cabra    | Cabra    | Coche    | No cambia y pierde.    |
En su tercera columna sobre el problema de Monty Hall (publicada el 17 de febrero de 1991), Savant pidió a sus lectores que jugasen el problema de Monty Hall y que le enviasen los resultados. También recalcó que el hecho de que el presentador siempre abría una puerta con una cabra era el detalle más importante. «Mi solución del problema era correcta, y la pregunta si es mejor cambiar de puerta es la clave para solucionar el problema. Imagínese que el programa de concursos se interrumpe durante algunos minutos y que un ovni aterriza sobre el escenario. Aparece una pequeña mujer verde, y el presentador le pregunta que le indique una de las dos puertas cerradas. La probabilidad que indicará la puerta con el coche es efectivamente 1/2. Esto es porque ella –al contrario del candidato– no ha sido ayudada por el presentador. (Trate de olvidar todos los programas de televisión.) Si al inicio del juego usted escoge la primera puerta, la probabilidad que escogerá la puerta con el coche es 1/3. La probabilidad de que el coche está disimulado detrás de una de las otras dos puertas es 2/3. Pero entonces el presentador le da un poco de ayuda. Si el coche está escondido detrás de la segunda puerta, el presentador abrirá la tercera puerta, y si el coche está disimulado detrás de la tercera puerta, él abrirá la segunda puerta. Si usted cambia de puerta, y si el coche está escondido detrás de la segunda o de la tercera puerta, usted ganará. ¡Ganará así como así! Pero si usted no cambia, sólo ganará si el coche está escondido detrás de la primera puerta. […]»
En su cuarta y última columna sobre el problema de Monty Hall (publicada el 7 de julio de 1991), Savant reveló que muchos de sus lectores ahora estaban convencidos de la veracidad de su solución y que muchos de ellos habían jugado el problema.
Savant ha analizado el problema de Monty Hall en más de cien artículos periodísticos.

## Cociente intelectual
Los resultados conseguidos por Savant varían entre 167+, 186, 218 y 228 según diversas fuentes. Se dice que Savant consiguió una puntuación de 228 cuando hizo el test de Stanford-Binet a la edad de 10 años aunque el test realmente no supera los 160 puntos en su forma original y certificada. El hecho de que distintas fuentes indican resultados divergentes se debe a que Savant ha sido sometida a test de inteligencia diferentes. ¿Cuándo hizo el Stanford-Binet, y cuál es la puntuación que obtuvo? Estas cuestiones permanecen controvertidas.
Savant mantiene que hizo el Stanford-Binet en septiembre de 1956 y que alcanzó la puntuación máxima. Esto equivaldría a una edad mental de 22 años y 10 meses, y corresponde a un CI de 228. Este resultado corresponde a 8,53 desviaciones típicas por encima de la norma, considerando que el CI promedio es 100 puntos y que la desviación típica es 15 puntos.
Las actas escolares de Savant contienen informaciones contradictorias. Por un lado, revelan que Savant no hizo el Stanford-Binet en septiembre de 1956, sino en marzo de 1957. Por otro lado, las actas indican que Savant hizo el examen a la edad de 10 años y 8 meses (por consiguiente, en abril o mayo de 1957). Las actas añaden que la puntuación que obtuvo Savant corresponde a una edad mental de al menos 17 años y 10 meses (un CI de 167+). Este es el resultado que acreditó Savant para hacerse miembro de Mensa.
En los años 1980, Savant contactó al filósofo Ronald K. Hoeflin, que había fundado un par de organizaciones para personas superdotadas, entre otras la sociedad Mega. Hoeflin ha revelado que Savant le había dicho que alcanzó la puntuación máxima cuando hizo el Stanford-Binet a la edad de 10 años. Hoeflin calculó el CI de Savant dividiendo una edad mental de 22 años y 11 meses por una edad biológica de 10 años y 6 meses, lo que resultó en un CI de 218. Se debe añadir que la edad mental máxima cubierta por el Stanford-Binet era 22 años y 10 meses (y no 22 años y 11 meses), y que Savant no tenía la edad de 10 años y 6 meses ni en septiembre de 1956, ni en marzo de 1957.
En 1985 Savant participó en el Mega Test, un examen de inteligencia diseñado por Hoeflin; ella obtuvo 46 de 48 puntos, lo que correspondía a un CI de 186. Según los estadísticos de Hoeflin, este resultado corresponde a 5,4 desviaciones típicas encima de la norma: sólo una de cada 30 millones de personas alcanza un resultado tan alto. La redacción del Libro Guinness de los Récords tomó nota de ese resultado cuando un abogado de Boston, Andrew Egendorf, quien estaba escribiendo un libro sobre las organizaciones para los superdotados, le envió los resultados de Savant. Ella pasó a ser catalogada en las ediciones del Libro publicadas entre 1986 y 1989 bajo la categoría «CI más alto» con las puntuaciones de 228 (escala Stanford-Binet) y 186 (escala de Wechsler). Desde 1988 Savant está catalogada bajo la misma categoría en el Guinness Book of World Records Hall of Fame. Antes de que los resultados de Savant fuesen publicados en el Libro, el CI indicado allí era una puntuación de 196.
Cuando diseñó el Mega Test, Hoeflin había utilizado una desviación típica de 16 puntos: por consiguiente las escalas utilizadas para calcular las puntuaciones de 228 y 186 no son las mismas. El CI de 228 (Stanford-Binet) corresponde a un CI de 188 en la escala utilizada para el Mega Test. Por contraste, el CI de 186 corresponde a un CI de 224 en la escala utilizada para el Stanford-Binet.
Savant cree que ni siquiera los exámenes de inteligencia más profesionales son aptos para medir la inteligencia humana. Según ella, la inteligencia está afectada por tantos factores que es difícil medirla. En junio de 2011 Savant fue preguntada por un lector si realmente tenía el CI más alto del mundo. Ella dijo: «Creo que no. ¿Cómo quiere que comprobemos esta hipótesis?»